# クリストファー・コンヤーズ (第2代コンヤーズ男爵)
第2代コンヤーズ男爵クリストファー・コンヤーズ（英語: Christopher Conyers, 2nd Baron Conyers、1538年6月14日没）は、イングランド貴族。

## 生涯
初代コンヤーズ男爵ウィリアム・コンヤーズと2人目の妻アン・ネヴィル（Anne Neville、1525年以降没、第3代ウェストモーランド伯爵ラルフ・ネヴィルの娘）の息子として生まれた。1516年に義父第2代デイカー男爵トマス・デイカーが書いた手紙によると、クリストファーはリンカーン法曹院に入学したという。
1523年9月25日に騎士爵に叙され、翌年に父が死去するとコンヤーズ男爵位を継承した。1529年8月に議会召集令状を得て貴族院に登院し、1530年には「国王ヘンリー8世の離婚を許可しなければ教皇の優位性を否定する」という教皇クレメンス7世への書状に署名した。
1538年6月14日に死去、息子ジョンが爵位を継承した。

## 家族
1515年9月28日にアン・デイカー（Anne Dacre、1547年/1548年没、第2代デイカー男爵トマス・デイカーの娘）と結婚、2男2女をもうけた。
- ジョン（1524年頃 – 1557年） - 第3代コンヤーズ男爵
- レオナード（Leonard、1576年/1577年没） - Laton姓の女性と結婚した
- エリザベス - ジョージ・プレイス（George Playce）と結婚
- ジェーン（1558年12月4日没） - サー・マーマデューク・コンスタブル（Sir Marmaduke Constable）と結婚、子供あり